# Peso (singolo)
Peso è il singolo di debutto del rapper statunitense ASAP Rocky, pubblicato il 31 ottobre 2011 come primo estratto dal mixtape Live. Love. ASAP.

## Descrizione
Il brano contiene un campionamento di No One's Gonna Love You dei The S.O.S. Band.

## Video musicale
Il videoclip è stato pubblicato l'11 agosto 2011 su YouTube ed è stato trasmesso su MTV Rocks il 13 dicembre dello stesso anno.

## Classifiche
| Classifiche (2012)        | Posizione massima |
| ------------------------- | ----------------- |
| Stati Uniti (R&B/Hip-Hop) | 75                |